# Genevois Mobilité
Pour les articles homonymes, voir GEM.
Genevois Mobilité est une société exploitant des lignes des Transports publics genevois (TPG) dans les départements de l'Ain et de la Haute-Savoie en France.

## Lignes exploitées
Genevois Mobilité exploite pour l'horaire 2024 les lignes 66, 68 et 80 des Transports publics genevois (TPG). La compagnie assure également les lignes M et N ainsi que le service de transport à la demande Proxi'GEM de la communauté de communes du Genevois.